# ساهاک بازیان
ساهاک میرزویی بازیان (بازیکیان) (ارمنی: Սահակ Միրզոյի Բազյան (Բազիկյան)؛  زادهٔ ۱ ژانویهٔ ۱۹۱۴ - درگذشته ۲۶ ژوئن ۱۹۸۵) یک تاریخ‌نگار ادبی و استاد اهل ارمنستان بود.

## زندگی‌نامه
در ۱ ژانویهٔ ۱۹۱۴ در چنوک به دنیا آمد و از دانشکده لغت‌شناسی دانشگاه دولتی ایروان (۱۹۳۶) فارغ‌التحصیل شد. وی در های‌فیلم، انستیتو ادبی و دانشگاه دولتی ایروان فعالیت می‌کرد. وی عضو اتحادیه نویسندگان اتحاد شوروی (۱۹۳۹) بود. وی همچنین برنده دانشمند شایسته ارمنستان شوروی (۱۹۷۰) شده است. وی در ۲۶ ژوئن ۱۹۸۵ در سن ۷۱ سالگی در ایروان درگذشت.

## یادداشت
1. ↑  բանասիրական գիտությունների դոկտոր